# Der verlorene Kontinent
Der verlorene Kontinent ist ein italienischer Dokumentarfilm von 1955, der an Asiens Küsten und in der indonesischen Inselwelt spielt. Die Filmcrew war monatelang in den genannten Regionen auf einem Segelschiff unterwegs, wobei die Reise in Hongkong begann und auf der Insel Borneo endete. Ursprüngliches Brauchtum, religiöse Feste und Rituale werden in diesem ersten italienischen CinemaScope-Film in Farbe und im 4-Kanal-Stereoton-Verfahren dem Zuschauer in beeindruckender Weise nahe gebracht, was dem Film eine Reihe von Auszeichnungen einbrachte. Synchronisierte Fassungen der italienischen Version liegen u. a. in deutscher, englischer, französischer und japanischer Sprache vor.

## Inhalt
Film einer Expedition von Hongkong bis zu den Inseln Indonesiens, nach Java, Bali und Borneo mit faszinierenden Naturaufnahmen. Zugleich auch ein ethnographischer Bericht, der detailliert Bräuche und religiöse Riten der dort lebenden Menschen zeigt.

## Filmmusik
„Lavagnino, der zusammen mit dem Filmteam sechs Monate in Indonesien verbrachte, um dort die Folklore des Landes zu studieren, komponierte für den Film eine seiner herausragendsten Arbeiten: Eine außergewöhnlich faszinierende, abwechslungsreiche und sinnlich-exotische Musik, die durch ihre brillanten Themen, ihre mitreißende Rhythmik und ihre farbenprächtige Klangpalette begeistert. Ethnisches Lokalkolorit wird in eine abendländische sinfonische Tonsprache integriert, wobei Lavagnino als erster italienischer Filmkomponist zu dieser Zeit ganz besonders mit innovativen Ton- und Aufnahmetechniken aller Art experimentierte.“
Alhambra gab 2010 eine CD mit der Filmmusik von Lavagnino heraus.
Den Film selbst gibt es weder als Video noch als DVD.

## Kritiken
Der italienische Filmkritiker Luigi Chiarini führte aus, dass die Schönheit der Bilder von Craveri, der feinsinnige Filmschnitt von Serandrei ebenso wie der Soundtrack von Lavagnino dem Film eine unbestreitbare Suggestivkraft verleihen würden, die seinen Erfolg erkläre. Sicherlich gleichermaßen trage zu diesem die romantische und mythologische Kulisse dieses Dokumentarfilms der Regisseure Gras und Moser bei, mit der der von Vergani verfasste und gesprochene Kommentar passgenau korrespondiere.
Der französische Schriftsteller Jean de Baroncelli äußerte: „Mit großen Mitteln gemacht und von einem reichen Soundtrack begleitet, ist es weniger eine ethnographische Untersuchung als vielmehr ein ‚visuelles Gedicht‘, in dem ‚das Malerische, das Unerwartete, das Fremde eine Art epische Erhabenheit erreichen‘.“
Der französische Philosoph Roland Barthes widmete dem Film in seinem semiologischen Werk „Mythologies“ einen Aufsatz. Er kritisierte, dass die Filmemacher ein europäisches Gefühl von fernöstlicher Exotik bedienen und gegenüber den buddhistischen und hinduistischen Traditionen der Region ihre eigenen christlichen Werte hochhalten würden.

## Auszeichnungen
Er hat die folgenden Auszeichnungen erhalten:
- Filmfestspiele von Cannes 1955: Sonderpreis der Jury
- 5. Internationale Filmfestspiele Berlin 1955: Große Silbermedaille (Dokumentar- und Kulturfilme)[7]
- Nastro d’argento der SNGCI für die beste Filmmusik 1955